# Bad Monkeys
Bad Monkeys ist Matt Ruffs vierter Roman und erschien in Deutschland 2007. Er wurde übersetzt von Giovanni und Ditte Bandini. Im Februar 2008 erschien das entsprechende Hörbuch.

## Handlung
Die obdachlose und drogenabhängige Jane Charlotte sitzt in der psychiatrischen Abteilung einer Strafvollzugsanstalt in Las Vegas ein. Sie ist des Mordes an einem Sozialarbeiter angeklagt, dessen Klientin sie war.
Die Gespräche mit dem sie behandelnden Arzt Dr. Vale bilden bis zum Schluss das Gerüst des Romans. Zwischen diesen Gesprächen recherchiert der Arzt die Aussagen Janes. Er konfrontiert die Wahnvorstellungen der unter schweren Persönlichkeitsstörungen leidende Jane mit der Realität.
In ihrer Lebensgeschichte erzählt Jane, dass ihre alleinerziehende Mutter sie zwang, auf den ihr verhassten kleinen Bruder aufzupassen. Jahrelang quält sie ihn mit der Suggestion, sie würde ihn an den Mann ausliefern, „der die Kinder für die Zigeuner fange“.
Als durch ihre Unachtsamkeit ihr Bruder wirklich durch einen Serienmörder umkommt, wird sie von ihrer Mutter verstoßen. Ein Polizist fährt sie zu Verwandten, bei denen die 14-Jährige ihre Jugend verbringt.
Jane beschuldigt den Hausmeister ihrer Schule ein gesuchter Serienmörder zu sein, kann aber ihre Aussage nicht beweisen. Sie erzählt Dr. Vale, dass der Hausmeister anschließend versucht habe, sie umzubringen, doch es sei ihr gelungen, ihn mit einer futuristischen Waffe zu erschießen, welche sie von einer geheimnisvollen Organisation, die sie auch warnte, erhalten habe. Diese Organisation bekämpfe das Böse unter dem Motto „omnes mundum facimus“,- „wir alle machen die Welt“.
Obwohl sie sich den Sinn dieser Worte nicht erschließen kann, wartet sie ihr weiteres Leben darauf, dass diese Organisation wieder Kontakt mit ihr aufnimmt.
Schon als Heranwachsende hatte Jane Marihuana geraucht, in der Zeit ihres Studiums, das sie später abbricht, greift sie zu halluzinogenen Drogen, später, als sie sich mit Jobs über Wasser hält, ist ihr Drogenmissbrauch multitoxisch.
Erst mit 38 Jahren hat dann die Organisation wirklich Kontakt mit ihr aufgenommen. Diese ist mit Superwaffen ausgerüstet und hat ein nahezu lückenloses Überwachungssystem für die ganzen USA aufgebaut.
Sie erledigt ihren ersten Auftrag, indem sie einen von der Öffentlichkeit noch nicht entdeckten Massenmörder tötet. Sie berichtet bei dieser Gelegenheit auch, den des Totschlags angeklagten Julius Deeds erschossen zu haben, der vorher ihren Studienfreund Ganesh und sie auf brutalste Weise zusammengeschlagen hatte.
Dr. Vale bestätigt in der nächsten Sitzung, dass das Wissen einiger Einzelheiten zu dem Mord an Julius Deeds darauf hinweise, dass sie zumindest jemand gekannt haben müsse, der bei dem Mord zugegen war. Auf ihre Aussagen zu dem Auftragsmord an dem Massenmörder geht er nicht ein. Der Arzt konfrontiert sie damit, dass der Ermordete keineswegs der von ihr beschriebene Schwerverbrecher, sondern dass der Ermordete höchstwahrscheinlich ihr Studienfreund Ganesh sei. Sie erklärt den Widerspruch damit, dass ihre Organisation die Polizeiakten manipuliert hat.
Im Folgenden berichtet Jane von den komplexen Strukturen ihrer Organisation, einer befreundeten Gemeinschaft, deren Mitglieder sich als Clowns verkleiden und den gemeinsamen Kampf gegen die Geheimorganisation der Bad Monkeys, die das Böse fördern, betreibe. Diese Auseinandersetzungen nehmen den Charakter eines phantastischen Actionfilms an, in denen unter anderem sogenannte X-Drogen eine Rolle spielen, welche nicht nur die Wahrnehmung, sondern auch die Realität beeinflussen.
In den abschließenden Szenen versucht sie ihren Bruder zu befreien, der in ihrer Vorstellung nicht getötet wurde. Vielmehr sei er als Kind von der feindlichen Organisation entführt und durch Gehirnwäsche zum Bösen bekehrt worden. Nun sei er einer der Anführer der Bad Monkeys.
Als der Arzt durch seinen Piepser gerufen wird und gehen will, verwandelt er sich in Janes Wahrnehmung in ihren Bruder. In ihrer Welt der allmächtigen Organisationen wird sie von ihm hingerichtet.

## Motive

### Janes Wahnvorstellungen
Jane zweifelt keinen Moment an der Wirklichkeit ihrer Wahnvorstellungen, auch wenn sich diese widersprechen, oder vollkommen unrealistisch sind.
Durch den geschickten Wechsel zwischen verschiedenen Erzählperspektiven zieht Matt Ruff den Leser in Janes phantastische Welt und lässt manchen Leser an der stringenten Struktur des Romans zweifeln.

### Missbrauch
Matt Ruff behandelt den Umgang von Missbrauch in seinen verschiedensten Facetten.
Dass die Geheimorganisationen, an die Jane glaubt, das Böse auf der Welt hauptsächlich im sexuellen Missbrauch sehen, mag an Janes Schuldgefühlen am Tod ihres Bruders liegen. Auch hatte sie nach ihrer Aussage als Erwachsene zu über zweihundert Heranwachsenden sexuelle Kontakte. Sie gibt solche Beziehungen erst auf, als eines ihrer Opfer einen Selbstmordversuch verübt.
Auch beschreibt der Roman die Hölle in der ihr kleiner Bruder Phil lebt, weil er unter dem Machtmissbrauch seiner Schwester leidet.
In der Person des Hausmeisters beschreibt Ruff die Folgen einer unberechtigten Anschuldigung wegen sexuellen Missbrauchs. Der Hausmeister muss den Arbeitsplatz wechseln.
Einen differenzierten Umgang mit Tätern spiegelt die Beschreibung eines Arztes wider, der Bildmaterial von kleinen Jungen aus offensichtlich sexuellen Gründen sammelt, aber jegliche Umsetzung seiner sexuellen Phantasien ausschließt.

## Rezeption
Peter Körte kritisiert den Wechsel der Erzählperspektiven – es handele sich bei dem Buch „um eine verkappte Ich-Erzählung mit einer sehr unzuverlässigen und alles andere als sympathischen Ich-Erzählerin, die Grund hat, ihre mörderischen Bekenntnisse ein wenig zu manipulieren. Das allerdings hat man dann doch schon mal besser gelesen, in Stewart O’Nans "Speed Queen" (1998) zum Beispiel, wo sich Medienhype und Wahn einer Serienkillerin auf weit unheimlichere Weise verschränkten. Bei Matt Ruff ist vor lauter Einfällen irgendwann der konkrete Fall verschwunden.“
Laut Meike Fessman ist das Buch „Literatur von Tüftlern für Tüftler. Sie lebt davon, dass der Leser getäuscht, aber nicht belogen wird.“ Nach ihrer Meinung „treibt [Matt Ruff] ein cleveres Spiel mit der Idee von Gut und Böse, mit der Rolle des Gewissens und der Frage persönlicher Schuld....Janes Witz und schroffer Charme, ihr Kampfgeist und ihre Schnoddrigkeit, aber auch die soziologisch genauen Details aus dem amerikanischen Alltag hinterlassen am Ende einen stärkeren Eindruck als das ganze Sci-Fi-Gebastle.“
Brigitte Helbling warnt den Leser vor dem Handlungsgeflecht des Fabulierers Matt Ruff: „Leser sei gewarnt. Wo Jane Charlotte ist, geistert auch Bruder Philip rum. So kann man getrost damit rechnen, dass einem – mit einem Rumms!, als sei gerade ein Raumschiff aus Valis gelandet – der Boden unter den Füßen weggezogen wird.“

## Trivia
Ruff bezeichnet Bad Monkeys als seinen Philip K. Dick-Roman. Aus diesem Grund benannte er die Protagonistin Jane Charlotte nach Dicks Zwillingsschwester, die in ihrer Kindheit starb. Passend dazu heißt ihr Bruder "Phil".